# Incantations
Incantations är ett musikalbum som släpptes 1978 av den brittiske kompositören Mike Oldfield. Albumet spelades in i studion i Oldfields nya hem, som han flyttat till efter färdigställandet av Ommadawn. På detta album använde sig Oldfield flitigt av en större orkester, jämfört med små bleckblås- och stråksektioner han använt på Hergest Ridge och Ommadawn.
Halvvägs genom inspelningsprocessen genomgick Oldfield en omskriven och kontroversiell terapi (kallad Exegesis) som i enkla termer lär ut att man själv är ansvarig för allt som händer i ens liv, och att man inte kan skylla på någon eller något annat. Efter terapin framstod Oldfield som mycket mer självsäker och bestämd. Det menas att den andra halvan av Incantations, som avslutades efter terapin, har en annan stil än den första halvan. Oldfield har själv sagt att han egentligen bara var nöjd med den senare halvan. [källa behövs]
Oldfields nyfunna självsäkerhet resulterade också i en serie konserter som även gav upphov till albumet Exposed. 

## Låtlist
1. "Part One" - 19:08
2. "Part Two" - 19:36
3. "Part Three" - 16:58
4. "Part Four" - 17:01

## Medverkande
- Mike Oldfield - gitarrer, keyboard, percussion
- Mike Laird - trumpet
- Pierre Moerlen - trummor, vibrafon
- Sally Oldfield - sång
- Maddy Prior - sång
- Terry Oldfield - flöjt
- Sebastian Bell - flöjt
- Jabula - afrikanska trummor